# Suzuki GSF 650

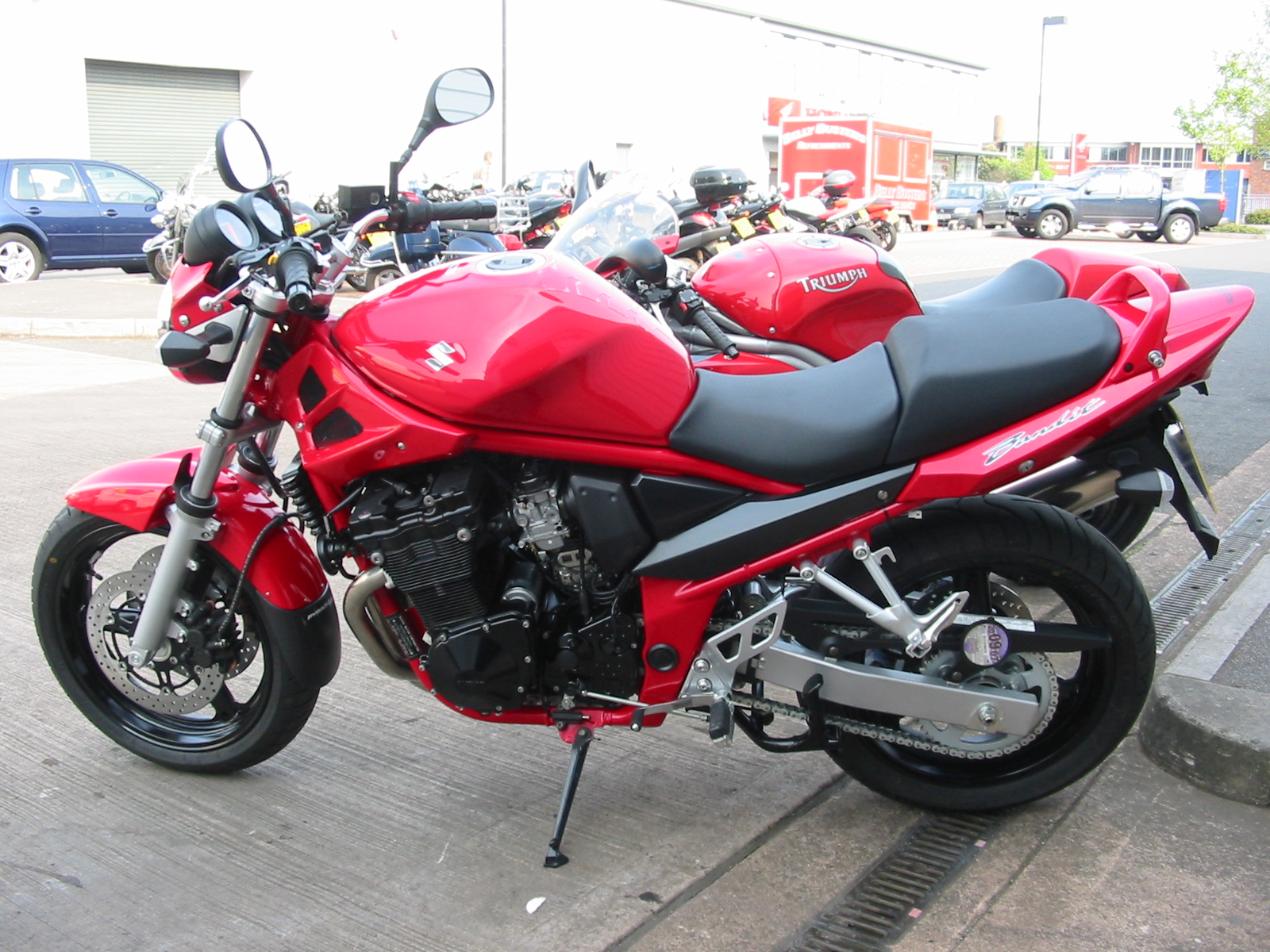
Suziki Bandit GSF 650

De Suzuki Bandit 650 (650 GSF) is een motor van de Japanse autoconstructeur Suzuki, die sinds eind 2004 te koop is. De vorige versie van de 650 is de Suzuki GSF 600.
Net als bij zijn oudere broer (GSF 600) komt deze motor in twee verschillende versies. De GSF650SA en een versie als een 'naked bike' GSF650A. De GSF650 is sinds april 2005 standaard met ABS uitgerust. De lucht-oliegekoelde viercilinder-in-lijn-motor heeft een inhoud van 656 cc en een vermogen van 57 kW (78 pk). Het koppel bedraagt 59 Nm bij 7800 min -1 en kent een maximale snelheid van 200 km/h. De motor heeft vier carburateurs en zes versnellingen.
De nieuwe Banditversie die in 2007 verkrijgbaar werd, maakt gebruik van een nieuwe motor. De carburateur is ingeruild voor een systeem met brandstofinjectie en dubbele gasklep. Bovendien is de luchtkoeling vervangen door waterkoeling.